# Vandenbroeckia
Vandenbroeckia, en ocasiones erróneamente denominado Vandenbroekia, es un género de foraminífero bentónico de la familia Peneroplidae, de la superfamilia Soritoidea, del suborden Miliolina y del orden Miliolida. Su especie tipo es Vandenbroeckia munieri. Su rango cronoestratigráfico abarca el Senoniense (Cretácico superior).

## Clasificación
Vandenbroeckia incluye a las siguientes especies:
- Vandenbroeckia munieri